# Habbuba Saghira
Habbuba Saghira – wieś w Syrii, w muhafazie Aleppo. W 2004 roku liczyła 639 mieszkańców.